# U.S. Route 7
U.S. Route 7 (ou U.S. Highway 7) é uma autoestrada dos Estados Unidos.
Faz a ligação do Sul para o Norte. A U.S. Route 7 foi construída em 1926 e tem 309 milhas (497 km).

## Principais ligações
Autoestrada 84 em Danbury

 US 20 em Pittsfield

 US 2 em Burlington † Autoestrada 89 perto de Highgate Springs